# Bêche
Pour les articles homonymes, voir Bêche (homonymie).

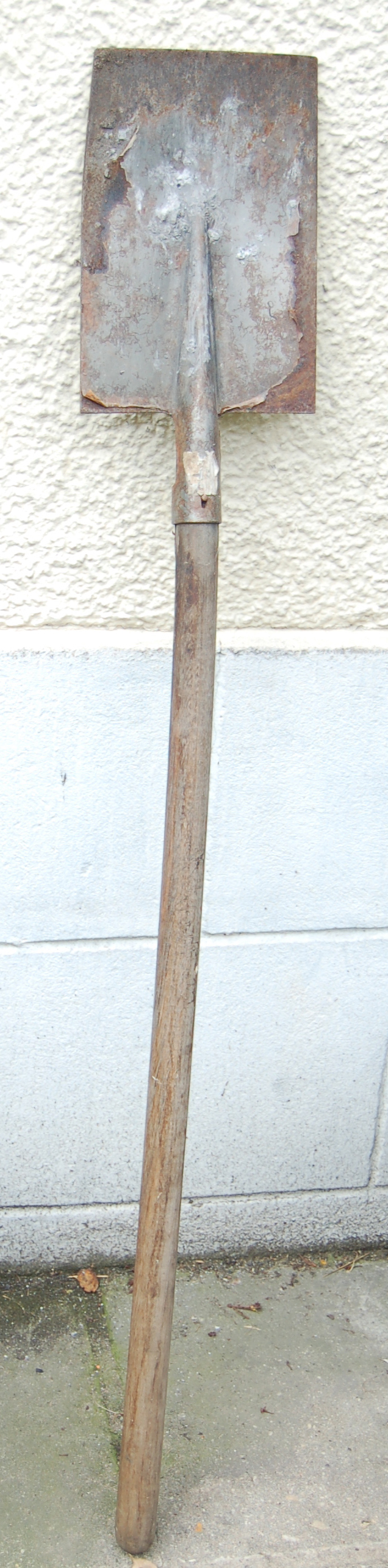
Une bêche.

La bêche est un instrument aratoire manuel dont la lame quadrangulaire est située dans le prolongement du manche de manière à pouvoir être enfoncée dans le sol par pression du pied (outil agricole à percussion posée). Outil du jardinier servant à retourner et à ameublir la terre sur de petites surfaces, il est constitué d'un manche (en bois, en acier, en fibre de verre ou en plastique) sur lequel est fixé un soc (une lame quadrangulaire plate et coupante) en acier au carbone forgé, qui se trouve dans le même plan. Sa fonction est d'ameublir en profondeur (de l'ordre de 35 cm) la terre en la retournant. L'opération de retournement permet aussi d'enfouir de la fumure pour enrichir le sol en matière organique. La bêche sert aussi à couper des racines, et à aider à l'arrachage de certains légumes (carottes, poireaux).
Elle est constituée d'une pièce de travail métallique, le « fer », et d'un manche en bois.
Un manche recourbé permet un travail plus aisé de la terre. Certaines bêches se terminent en T pour avoir plus de force dans le travail.

## Histoire

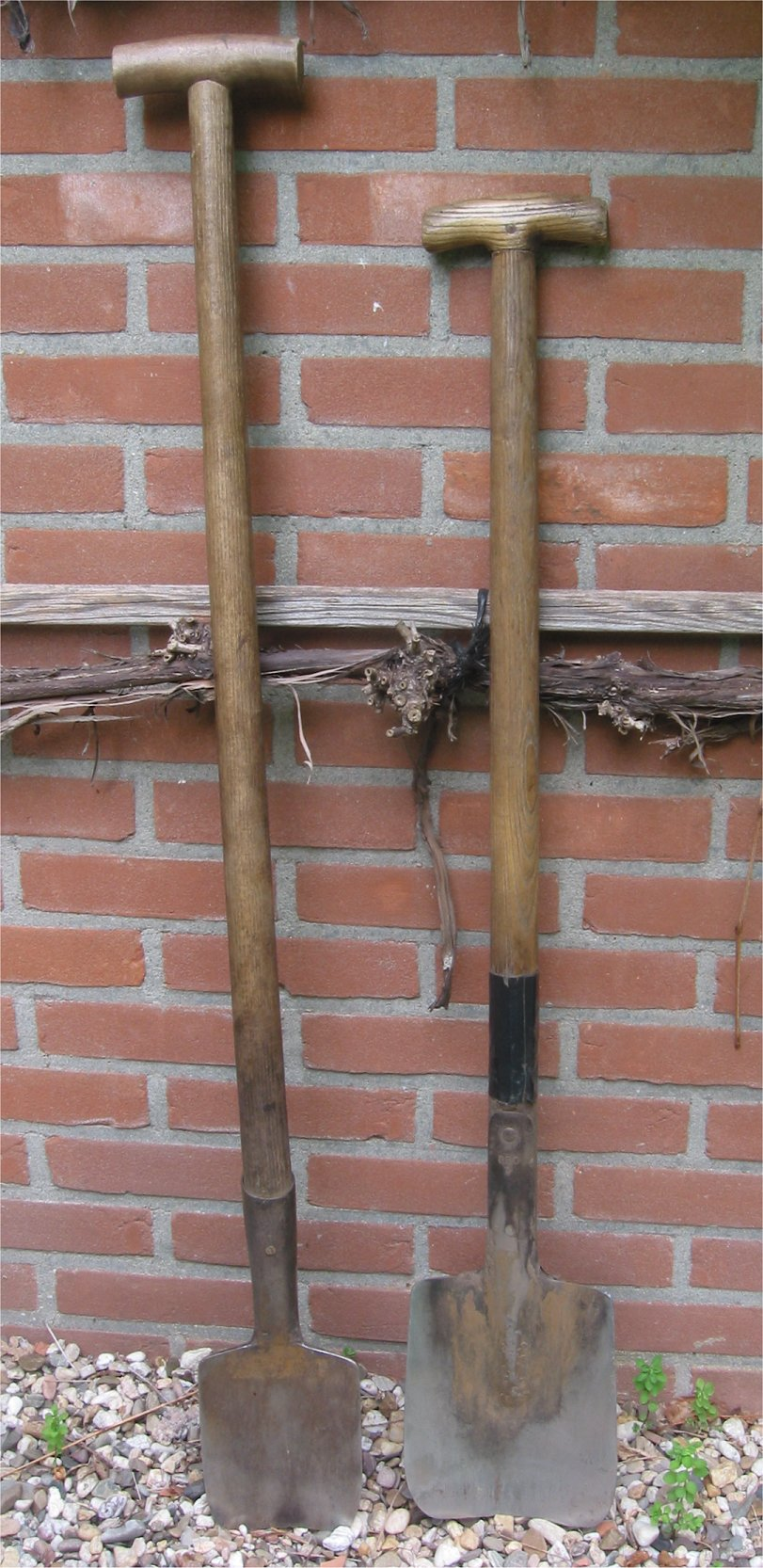
Exemple de bêche.

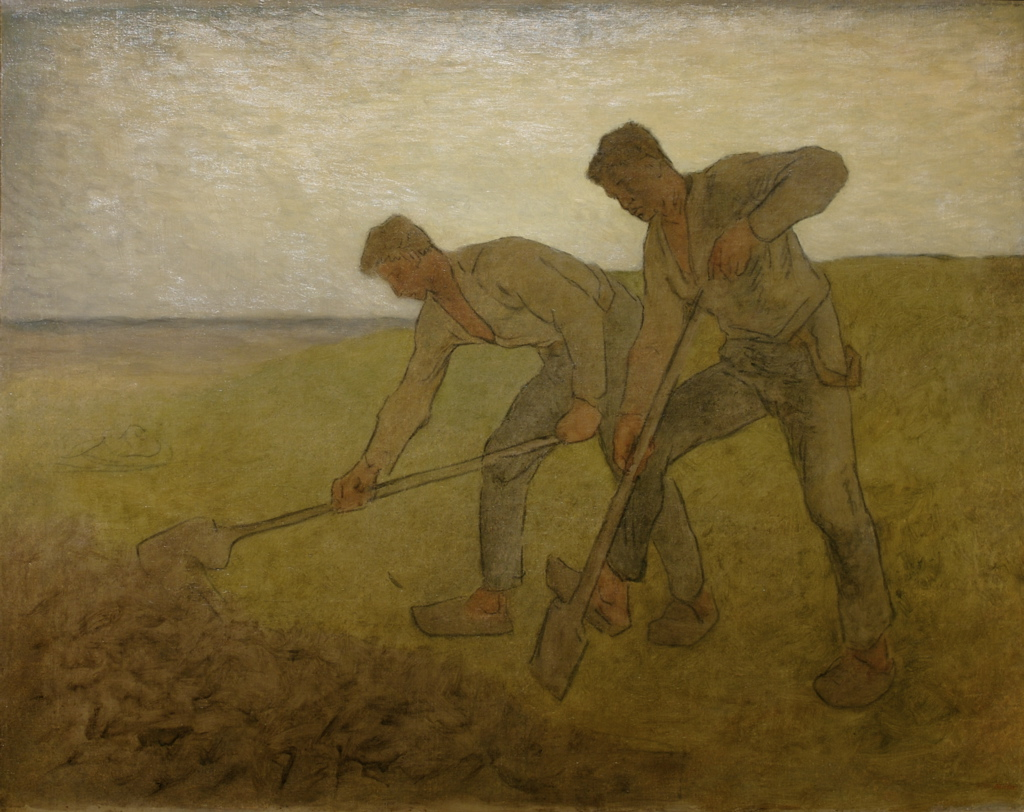
Les Deux Bêcheurs, 1856
Jean-François Millet
Université du Minnesota à Duluth.

Les premiers outils datant du début de l'agriculture sont essentiellement en bois et en pierre. Le bâton à fouir permet d'ensemencer et retourner la partie superficielle du sol sur de petites surfaces. Cependant il n'est pas vraiment efficace pour défoncer et émietter la terre en surface. Cet outil trouve sa limite d'emploi dans des sols durablement cultivés et voit le développement, dès le Néolithique, de la houe et de la bêche (outils monoxyles ou composites, en bois et en pierre) dont la lame quadrangulaire a une surface plus large, ce qui permet de retourner une proportion de terre plus importante, mais aussi de la soulever pour mieux l'émietter en la retournant. Lorsque le métal de la lame remplace le bois ou le silex caréné des premières bêches, les hommes pratiquent l'emmanchement dans une douille perforée à l'extrémité du soc, ce qui donne des bêches et des grandes houes qui constituent les deux principaux outils de « labour à bras » durant l'Antiquité, car à cette époque les araires, instruments aratoires attelés, ne réalisent pas un véritable labour (elles scarifient le sol sans le retourner). Ce labour manuel est long et pénible, son rendement est si faible qu'il ne peut s'étendre à la totalité des jachères et explique qu'il contribue à la crise de subsistance chronique des sociétés méditerranéennes et européennes de l'Antiquité. Cette crise « paraît inséparable du développement de la guerre, de la formation des cités-États militarisées, de la colonisation et de l'esclavage qui ont marqué ces sociétés jusqu'à la fin du Ier millénaire de l'ère chrétienne ».

## Types
- La bêche plate : faite d'un fer plat tranchant suffisamment mince et solide. Le fer de bêche a une hauteur variable suivant les utilisations prévues[N 1].

- La fourche bêche n'a pas de fer, mais des dents (de 3 à 5, 4 dents étant la norme). Elle s'utilise comme une bêche, mais elle est plus efficace dans les terres argileuses collantes (terres lourdes) et dans les terres caillouteuses.

- Le louchet est une bêche au fer long et étroit qui est employée pour un travail précis ou pour fouiller à une profondeur plus importante. Le louchet est utilisé par les pépiniéristes pour déterrer arbres et arbustes en pépinière et pour atteindre ainsi les racines profondes.

## Mots du français régional ou des langues de France
1. catalan : fanga, palafanga, paló
2. occitan : palon, palavèrs/palabès, palabèssa/palavèrsa ; andusac, palavessa (à dents), luchet (pointue)
3. gascon: : palahèr ;  palagrip (tient à la fois de la fourche, du râteau et de la houe), pihurc (à pointes)

## Utilisation

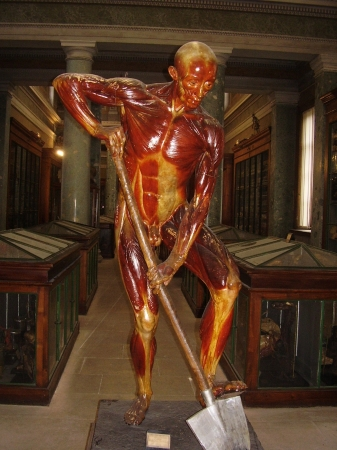
L'écorché d'Alphonse Lami - 1857.

### Technique
L'agriculteur se place dos à la surface à bêcher. Il enfonce sa bêche en pesant de tout son corps en appuyant à l’aide de son pied sur le haut du fer de bêche (partie pelle). Une fois le fer enfoncé, il bascule le manche en arrière vers le sol. La motte contenue dans la bêche est ensuite retournée de manière que la terre du dessous soit dessus et vice versa. Après avoir réalisé un premier rang, il recule d’un pas et commence un nouveau rang, et ainsi de suite. 

### Réalisation d'une jauge
Le premier et parfois le deuxième rang, servent à réaliser une petite tranchée, la jauge. La terre est retirée temporairement de la parcelle à bêcher. Cette tranchée est comblée au fur et à mesure que progresse le retournement de la terre du rang suivant qui devient la nouvelle jauge. La jauge suit ainsi la progression du cultivateur.

### Le louchet
Le louchet est un outil de 28 ou 30 cm identique à la taille des bêches. Les plus longues, de 36, 38 et 40 cm de hauteur, sont essentiellement destinées aux pépiniéristes.
La principale différence vient de la technique de fabrication :
- la bêche est fabriquée comme une pelle à partir d'une tôle plate emboutie (le plus souvent à chaud) appelée « panne » avec une douille ouverte ce qui fait que le manche est en contact avec la terre.
- Le louchet quant à lui est fabriqué à partir d'une panne comme la bêche, mais on lui ajoute une « plume » soudée soit derrière, soit devant (et parfois un anneau selon les modèles) qui sert de fourreau au manche de façon à rigidifier l'emmanchage et à isoler le bois du manche de tout contact avec la terre (ce qui évite le pourrissement du bois), ce qui fait qu'on associe souvent le louchet aux pros du jardin. Par ailleurs après trempage de l'acier le louchet est généralement poli entièrement ce qui permet d'obtenir un outil sur lequel les terres grasses ne collent pas.

La France détient le record[réf. nécessaire] du nombre de modèles différents de bêches et de louchets, (plus de 40 en tout sans tenir compte des tailles et des formes de manches). Chaque région possède son modèle particulier dont les formes et les dimensions varient. En Bretagne, il existe plus de neuf formes différentes de bêches ayant la dénomination « Bretagne », ce qui fait compte tenu des tailles et des manches 45 références différentes.
Mis au point à la fin du XIXe siècle par la Forge Gouvy, le louchet est aujourd'hui produit surtout par la Forge Perrin (21 Til-Chatel), la forge Gouvy (54 Dieulouard) et les forges de Magne (08 Douzy) - on ne parle que des fabricants d'outils étampés à chaud et trempés entièrement (contrairement aux outils d'import qui sont généralement emboutis à froid et non trempés).

## Symbolique

### Calendrier républicain
Dans le calendrier républicain / révolutionnaire français, la bêche, assez importante par sa fonctionnalité et par son nom, était attribuée au 10e jour du mois de ventôse et correspond généralement au 28 février du calendrier grégorien.